# ایستگاه متروی خیابان بوند
ایستگاه خیابان بوند
یک ایستگاه از خط مرکزی و از خطوط متروی لندن است.که در خیابان آکسفورد قرار دارد و در ۲۴ سپتامبر ۱۹۰۰ افتتاح شده‌است.

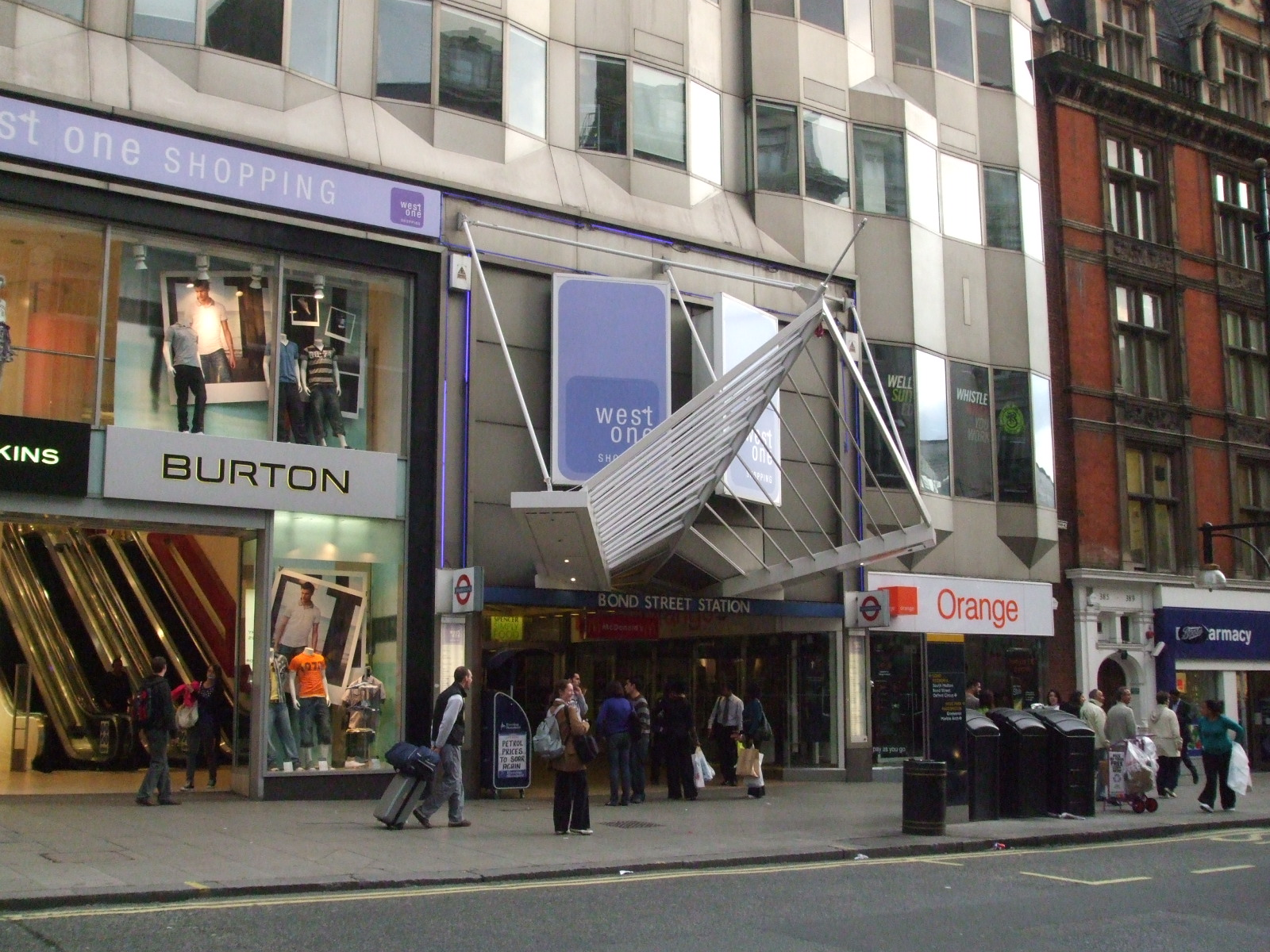

## نگارخانه

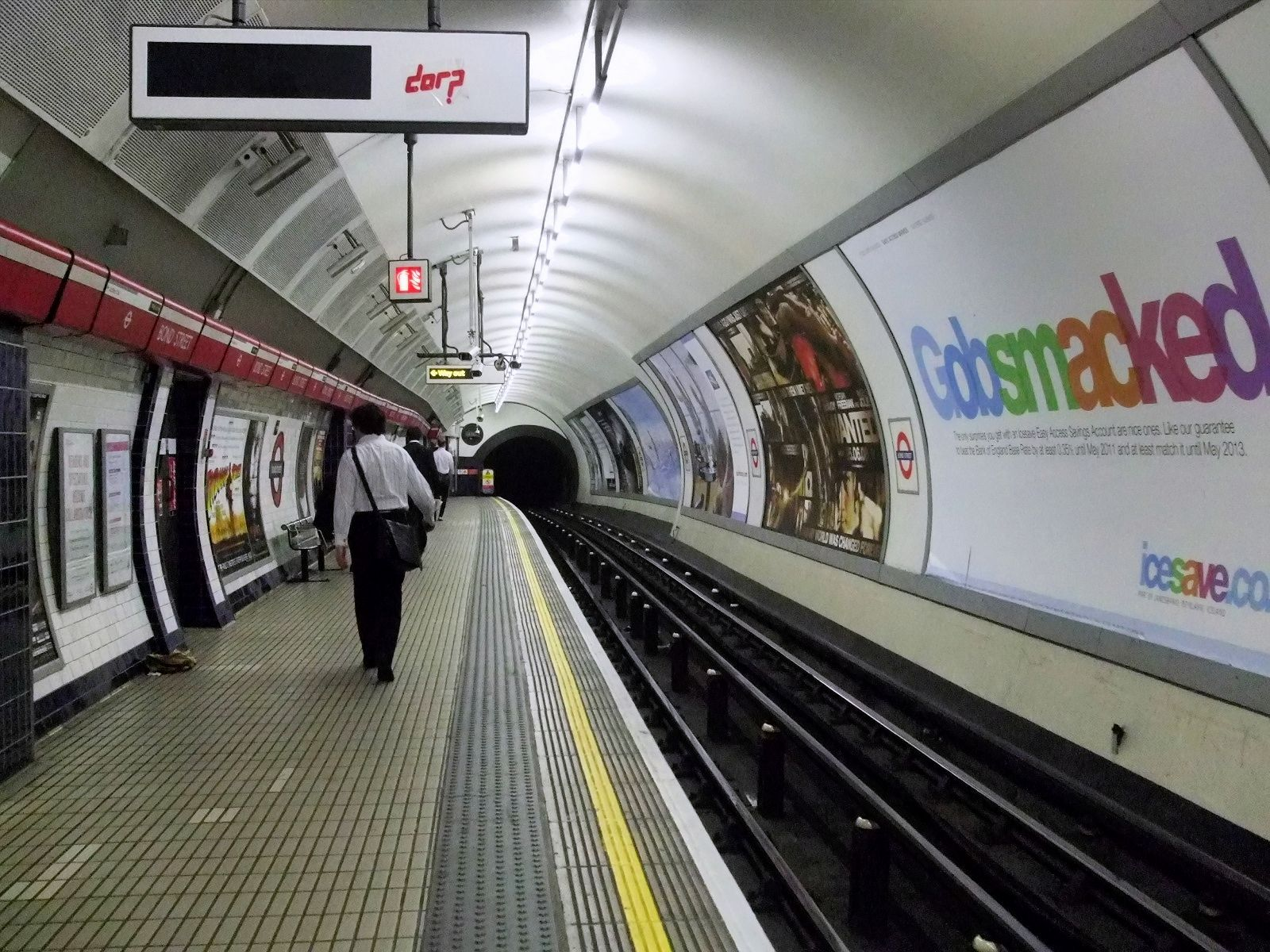
Central line westbound platform looking east
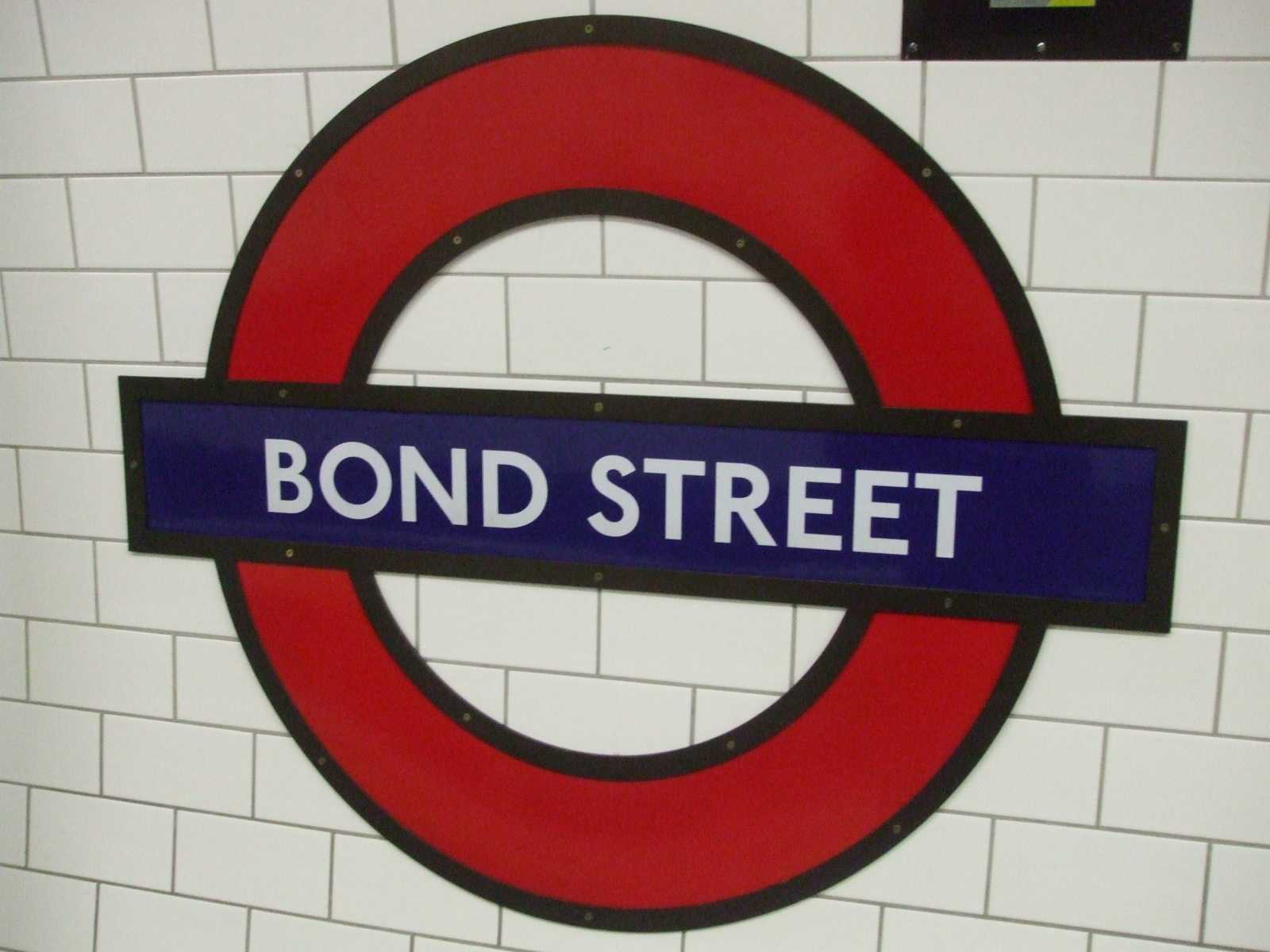
Central line roundel, westbound platform
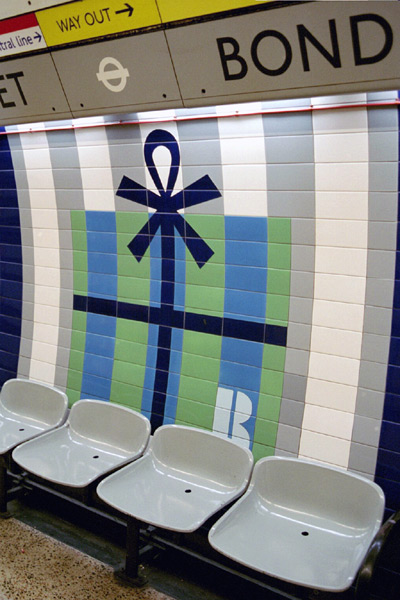
Tile-work on Jubilee line platform